# Eupithecia demissa
Eupithecia demissa es una especie de polilla de la familia Geometridae. La especie fue descrita por primera vez por András Mátyás Vojnits habiendo sido descrita en 1994, con distribución en Chile. El holotipo de la especie fue descrita en la Cordillera de las Raíces, a 40 kilómetros (24,9 mi) Este de Curacautín en la Provincia de Malleco.
El nombre específico deriva del latín demissus, que significa "humilde".

## Descripción
La longitud de las alas anteriores es de unos 7 milímetros (0,3 plg). El color de fondo de las alas anteriores es blanco con un brillo amarillento brillante. El color de fondo de las alas traseras es blanco tiza brillante con líneas transversales obsoletas. Sus palpos son marrón amarillento con un diámetro de aproximadamente 1.2 veces el de sus ojos. Los adultos vuelan en febrero.
Tiene gran parecido con otra especie chilena, E. cana, con la diferencia en las características morfológicas a nivel de sus genitales.